# Biig Piig
Jessica Smyth (Cork, 22 de janeiro de 1998), conhecida pelo nome artístico Biig Piig, é uma cantora e compositora irlandesa. Ela canta em inglês e espanhol, sob a gravadora RCA Records.

## Início de vida
Jessica Smyth nasceu em Cork, Irlanda, ela cresceu na Espanha, para onde sua família se mudou por conselho de que o clima seria melhor para a asma de seu irmão, dos quatro aos doze anos. Ao se mudar com sua família de volta para a Irlanda, ela sabia ler e escrever apenas em espanhol e teve que se reintegrar à cultura irlandesa. Depois de morar em Waterford e depois em Kerry, quando ela tinha 14 anos, a família mudou-se para West London, onde Smyth trabalhou como dealer de pôquer e onde seus pais continuam a administrar um pub.
Ela começou a escrever canções durante seus primeiros seis meses em Londres, antes de começar a estudar lá, influenciada por baladistas acústicos como Lewis Watson e Ben Howard. No início, ela escreveu em estilo folk, no violão e no ukulele. Em seguida, em uma aula de tecnologia musical no Richmond College, ela conheceu Lava La Rue, fundadora e diretora criativa da NiNE8, um coletivo de jovens artistas musicais DIY que pensam da mesma forma.
Durante este período, Smyth se apresentou nos open mics do Soho, juntou-se ao NiNE8 e encontrou um novo estilo em uma sessão de freestyling em 2015 onde também conheceu Mac Wetha, com quem começou a escrever música e mais tarde se tornou grande produtor.

## Carreira
Em 2016, Smyth começou a psotar suas músicas no Soundcloud. Em 2017, seu single 'Vice City' chamou a atenção da plataforma de música digital COLORS, que a convidou para gravar uma sessão de vídeo ao vivo da música em seus estúdios de Berlim. Lançado em 13 de abril, foi um grande avanço para ela, tendo sido visto mais de sete milhões de vezes no YouTube e transmitido mais de três milhões de vezes no Spotify. Ela seguiu com os singles '24K' e 'Perdida'. "Perdida" ganhou atenção e conseguiu mais de cinco milhões de streams do Spotify.
Em 27 de abril de 2018, ela lançou o primeiro de uma trilogia de projetos, o EP de cinco faixas "Big Fan of the Sesh, Vol 1". Sua sequência, "A World Without Snooze, Vol 2", foi lanaçda em 22 de março de 2019. Em junho daquele ano, ela assinou contrato com a RCA Records, lançando a faixa 'Roses and Gold' em 2 de outubro de 2019, antes de sua turnê pela Europa e de seu primeiro lançamento oficial sob a gravadora, o single 'Sunny', produzido por Zach Nahome.
O terceiro de sua trilogia, "No Place For Patience, vol. 3", seu primeiro extended play pela RCA, lançado em novembro de 2019.

### Nome artístico
Smyth encontrou o pseudônimo 'Biig Piig' em um menu de pizza. Ela explicou que o nome 'não me pressiona a ser de uma certa maneira — posso ser uma bagunça e também posso ser bonita e organizada'.